# Vallåsens naturreservat
Vallåsens naturreservat är ett naturreservat i Hudiksvalls kommun i Gävleborgs län.
Området är naturskyddat sedan 2024 och är 77 hektar stort. Reservatet ligger sydväst om Näsviken och består av ett bergmassiv med naturskogsartad skog, magrare hällmarkstallskogar, barrblandskogar samt grandominerad skog.